# Асюл
Асюл — деревня в Бардымском районе Пермского края. Входит в состав Печменского сельского поселения.
По результатам переписи 2010 года численность населения составила 110 человек, в том числе 62 мужчины и 48 женщин.
В 2005 году численность населения составляла 134 человека.
Находится примерно в 30 км к востоку от центра села Барда.